# Palais du Vieux-Nice

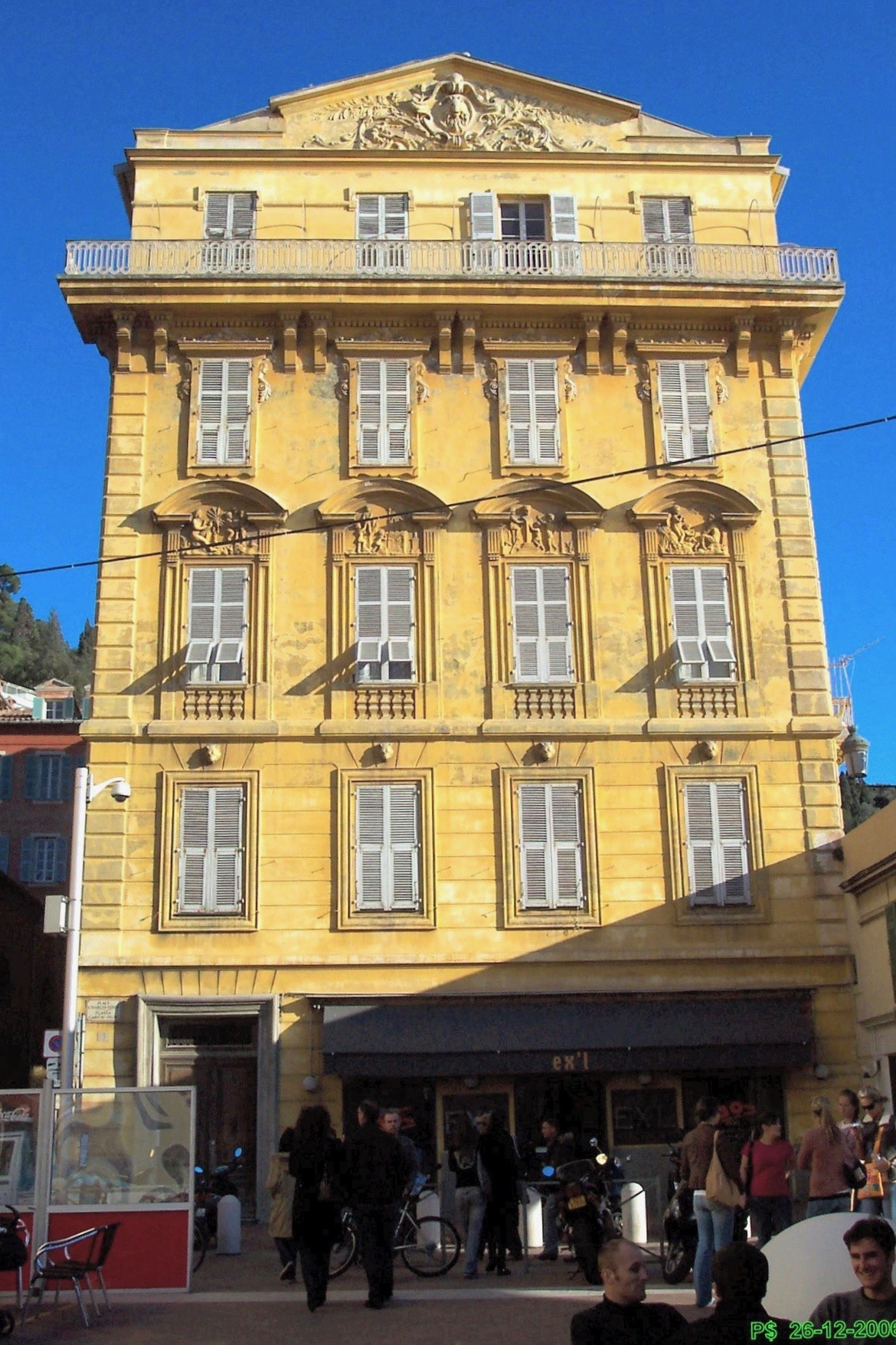
Le palais Caïs de Pierlas dans le Vieux-Nice

De nombreux bâtiments, de toute époque et tout style sont appelés palais à Nice. En particulier on parle des palais du Vieux-Nice comme on parle des hôtels du Marais à Paris.
Ces « palais » avaient souvent une fonction double :
- procurer une demeure à une famille noble qui se réservait le premier étage (un éventuel entresol ne comptant pas comme un étage),
- servir d'immeuble de rapport comportant de nombreux appartements sous les combles ou donnant sur un salestre.

## Liste des palais du Vieux-Nice par rues
Les principaux palais du Vieux-Nice sont listés ci-après par ordre alphabétique des rues :
- 15 rue Alexandre Mari : Palais Héraud ou Palais Héraud-Vintimille. Le palais passa par mariage à la famille Malausséna (celle de François Malausséna dernier syndic sarde et premier maire français en 1860) puis, par héritage, à la famille Raiberti (celle de Flaminius Raiberti, premier Niçois à devenir ministre après 1860).
- 12 rue Benoît Bunico : on est dans l'ancien ghetto ; appartint à la famille Trèves.
- 27 rue Benoît Bunico
- 31 rue Benoît Bunico : appartint aux De Constantin
- 1 place Charles-Félix : palais Caïs de Pierlas, appartenait à la famille du même nom après avoir été la propriété de la famille Ribotti jusqu’à environ 1782. Le peintre Henri Matisse a habité quelques années au troisième étage du bâtiment[1].
- 7 rue du Collet : appartint à Pierre Gioffredo
- 15 rue Droite : Palais Lascaris qui est le plus connu des palais du Vieux-Nice ; appartint aux Lascaris-Vintimille de Castellar (fiefs à Vintimille et Castellar).
- 38 à 42 rue Droite, 1 et 3 rue du Château, 2 et 4 rue du Malonat : Palais des Galléan de Châteauneuf.
- 8 rue du Jésus
- 2 rue Jules Gilly
- 3 et 5 rue Jules Gilly. Inscription Pax cum amicis, bellum cum vitiis : Paix aux amis, guerre aux vices.
- 1 place du Palais : palais des Torrini, comtes de Fougassières (près de l'Estéron). Le bâtiment a la forme d'un L : à la place d'une ancienne cour ou jardin se trouvent des commerces occupant un simple rez-de-chaussée parmi lesquels le restaurant niçois où Jacques Médecin eut ses habitudes.  Dans le plan cadastral de 1812, l'actuelle place du Palais est nommée place Impériale (elle a porté aussi le nom de place Saint-Dominique) : dans l'îlot 18 les deux ailes du palais forment les parcelles 504 et 503, et l'emplacement de la cour la parcelle 503 bis.
- 2 rue de la Poissonnerie
- 5 et 7 rue de la Préfecture : « palais d’York », palais des comtes de Cessole (ce fief est en Italie), famille Spitalieri de Cessole ; devint l’Hôtel d’York au XIXe siècle. Il s'agit bien d'un palais unique même si la partie correspondant au n°5 a fait l'objet d'une surélévation. Dans le plan cadastral de 1812 le palais fait face à la place Impériale  : dans l'îlot 98, le n°5 correspond à la parcelle 280 et le n°7 à la parcelle 283.
- 15 rue de la Préfecture et 7 rue Saint-Vincent : palais des Caïs de Gilette (on écrit aussi Cays de Gilette pour les distinguer des Caïs de Pierlas :  fiefs respectifs à Gilette et Pierlas). Pour bâtir ce palais, on commença à regrouper des parcelles à partir de 1782 : la chapelle des pénitents bleus fut ainsi transférée à l'actuelle place Garibaldi. Durant la Révolution française, le palais fut pillé, confisqué et endommagé. Parcelle 296 de l'îlot 85 dans le plan cadastral de 1812 où la rue Impériale correspond à la section centrale de l'actuelle rue de la Préfecture.  Uti Parta ita manet (Elle subsiste telle qu'elle est née) est inscrit au-dessus de l'entrée ce qui se rapporte à la maison et n'est donc pas la devise des Caravadossi d'Aspremont (fief à Aspremont) qui possédèrent ce palais à la fin du XIXe siècle.
- 16 rue de la Préfecture
- 18 rue de la Préfecture
- 19 rue de la Préfecture : palais des Ricci des Ferres (Les Ferres sont une commune près de l'Estéron)
- 3 rue Raoul Bosio (anciennement rue de la Terrasse) : palais de Clément Corvesi. La famille Corvesi ou Corvesi de Gorbi (fief à Gorbio) est originaire de Sospel. Mairie Annexe Corvésy (les scribes municipaux ont choisi cette graphie) depuis son rachat en 1937.
  - 1793 : le palais est confisqué à Clément Corvesi, comte de Gorbio et premier président du Sénat de Nice  au titre de bien d'émigré.
  - Début du XIXe siècle : le palais devient l'hôtel des Étrangers célèbre pour son jardin intérieur.
  - 1937 : devient une annexe de la mairie. Le jardin devient une halle puis on y construit une école (le groupe scolaire Nikaïa) et un parking (le parking Corvésy).
- 2 rue Saint François de Paule : palais des Ongran de Saint-Sauveur comtes de Fiano (on écrit aussi Hongran), famille dont l'origine et le fief sont à Saint-Sauveur-sur-Tinée. Le terrain a été acquis en 1730.
- 3 rue Sainte Réparate : ancien palais épiscopal.
- 5 cours Saleya : palais d'Annibal Grimaldi, dernier comte de Beuil. Des plafonds décorés au deuxième étage se laissent apercevoir de la rue.
- 1 place Vieille : appartint aux Caïs de Gilette au XVIIe siècle avant leur installation au 15 rue de la Préfecture.